# Hospital Regional do Médio Paraíba Doutora Zilda Arns Neumann
Hospital Regional do Médio Paraíba Doutora Zilda Arns Neumann, mais conhecido simplesmente por Hospital Regional do Médio Paraíba, ou ainda por Hospital Regional de Volta Redonda, é um hospital público localizado na cidade de Volta Redonda, mais especificamente no bairro Roma, que atende 12 municípios que compõem o Cismepa (Consórcio Intermunicipal de Saúde do Médio Paraíba) - Volta Redonda, Resende, Rio Claro, Rio das Flores, Barra Mansa, Barra do Piraí, Quatis, Itatiaia, Piraí, Pinheiral, Porto Real e Valença – beneficiando, assim, cerca de 1,2 milhão de habitantes. Construída numa área de aproximadamente 54 mil metros quadrados, a unidade, que é referência para região e destinada ao tratamento de pacientes nas áreas de Unidade de Terapia Intensiva adulto e Pediátrico, está localizada às margens da Rodovia Presidente Dutra, o que facilita o acesso da população destas cidades.
De alta e média complexidade, o hospital, que foi inaugurado em 29 de março de 2018, conta com 229 leitos, sendo 47 de UTI (Unidade de Tratamento Intensivo) e 50 de UI (Unidade Intermediária), e um Centro Cirúrgico com seis salas para as cirurgias de alta complexidade.